# Maršov u Úpice
Maršov u Úpice (jusqu'en 1949 : Maršov ; en allemand : Marschau) est une commune du district de Trutnov, dans la région de Hradec Králové, en Tchéquie. Sa population s'élevait à 191 habitants en 2020.

## Géographie
Maršov u Úpice se trouve à 9 km à l'ouest de Červený Kostelec, à 11 km au sud-sud-est de Trutnov, à 33 km au nord-nord-est de Hradec Králové et à 119 km à l'est-nord-est de Prague.
La commune est limitée par Úpice au nord, par Libňatov à l'est, par Mezilečí et Brzice au sud, et par Hajnice à l'ouest.

## Histoire
La première mention écrite de la localité date de 1495, mais son origine remonte probablement au XIIIe siècle.